# La Mariola (partida)
La Mariola és una partida de l'Horta de Lleida, de Lleida.
Limita:
- Al nord amb la partida de Vallcalent.
- A l'est amb el barri de la Mariola.
- Al sud amb la partida de Rufea.
- Al sud-oest amb la partida de Plana de Gensana.
- A l'oest amb la partida de Caparrella.
- Al nord-oest amb la partida d'Empresseguera.